# Albion: Der verzauberte Hengst
Albion: Der verzauberte Hengst (Originaltitel: Albion: The Enchanted Stallion) ist eine US-amerikanische Fantasy-Filmkomödie aus dem Jahr 2016. Regie führte Castille Landon, die zusammen mit Ryan O’Nan und Sarah Scougal auch das Drehbuch verfasste.

## Handlung
Evie, ein zwölfjähriges Mädchen, dessen Vater im Rollstuhl sitzt, arbeitet in einem Verkaufsstall für Pferde. Außerdem liebt sie Pferde. Am Weihnachtstag findet sie im Wald einen gesattelten Friesenhengst mit herabhängenden Steigbügeln. Sie steigt auf den fremden Hengst und stürzt bei dem Sprung über einen Baumstamm.
Als sie aus der Ohnmacht erwacht, befindet sie sich in der mystischen Welt Albion, in der ihre Heimat Vermont unbekannt ist. Es stellt sich heraus, dass der Rappe ein Kelpie ist. Kelpies sind Wassergeister, die sowohl Menschengestalt als auch Pferdegestalt annehmen können. In Albion erfährt sie von einer Verschwörung gegen die lokale friedfertige Bevölkerung. Sie stellt fest, dass sie der Schlüssel zur Rettung dieses Volkes ist.